# 76000 Juliuserving
76000 Juliuserving è un asteroide della fascia principale. Scoperto nel 2000, presenta un'orbita caratterizzata da un semiasse maggiore pari a 2,6287348 au e da un'eccentricità di 0,1657774, inclinata di 6,63039° rispetto all'eclittica.